# Pavetta oliveriana
Pavetta oliveriana är en måreväxtart som beskrevs av William Philip Hiern. Pavetta oliveriana ingår i släktet Pavetta och familjen måreväxter.

## Underarter
Arten delas in i följande underarter:
- P. o. denudata
- P. o. oliveriana